# بيلبورد هوت 100

الشعار الرسمي لمجلة بيلبورد

بيلبورد هوت 100 (بالإنجليزية: Billboard Hot 100)‏، هو ترتيب أسبوعي للأغاني في الولايات المتحدة يصدر أسبوعياً من قبل مجلة بيلبورد ويعكس مدى نجاح كل أغنية تصدر في الولايات المتحدة. وهو من ضمن العديد من التراتيب الأسبوعية التي تصدرها المجلة.
ترتيب الأغاني يعتمد على عنصرين هم المبيعات وإذاعات الراديو، المتابعة الأسبوعية للمبيعات تبدأ من يوم الإثنين وتنتهي يوم الأحد، أما المتابعة الأسبوعية لإذاعات الراديو تبدأ من يوم الأربعاء وتنتهي يوم الثلاثاء. ويصدر الإصدار الرسمي كل يوم خميس من قبل المجلة. ووصل إلى الرتبة الأولى أكثر من 1000 أغنية منذ سنة 1958.

## وصلات خارجية
- موقع مجلة بيلبورد الرسمي
- قائمة بيلبورد هوت 100 الحالية